# Vayuraptor
Vayuraptor nongbualamphuensis
Genre
Espèce
Vayuraptor (signifiant « voleur de vent ») est un genre fossile de dinosaures, des clades des Theropoda Coelurosauria, trouvé dans la formation Sao Khua (en) du Crétacé inférieur (Barremien) de Thaïlande. Le genre contient une seule espèce, Vayuraptor nongbualamphuensis, connue par un squelette partiel.

## Découverte
L'holotype et les spécimens référencés de Vayuraptor (conservés au Sirindhorn Museum (en) sous l'égide du Département des ressources minérales de Thaïlande) ont été découverts en 1988 par Paladej Srisuk (nommé en 2019 par Samathi et al.,) sur le site A1 de Phu Wat, dans la province de Nong Bua Lamphu, en Thaïlande. Le nom générique signifie « voleur de vent », d'après le dieu hindou du vent Vāyu et le mot latin raptor, qui signifie voleur. Ce nom a été choisi parce que Vayuraptor possède un tibia long et gracile, ce qui suggère qu'il était très rapide et agile. Le nom spécifique est nommé d'après la province dans laquelle Vayuraptor a été trouvé.
L'holotype de Vayuraptor (SM-NB A1-2) est un tibia gauche avec un astragale et un calcanéus associés, qui sont fusionnés. Le matériel référencé de Vayuraptor consiste en un coracoïde droit (PRC-NB A1-11), une partie d'un péroné (PRC-NB A1-4), une côte provenant d'une partie inconnue du squelette (PRC-NB A1-10), probablement une partie d'un pubis (PRC-NB A1-3), une phalange manuelle (PRC-NB A2-20) et une probable phalange pédieuse (PRC-NB A2-16).

## Description
Vayuraptor était un théropode de taille moyenne, estimé à 4-4,5 mètres. L'holotype de Vayuraptor a été déduit comme étant un individu mature, basé sur la fusion de son astragale et de son calcanéum. En tant que Megaraptora possible, Vayuraptor aurait eu un long museau, de grandes griffes, un corps léger et de longues pattes minces.
Les éléments qui correspondent au membre antérieur de Vayuraptor sont très fragmentaires. Dans la morphologie générale, le coracoïde (l'os qui part de l'omoplate) est plus haut que long et a la forme d'un demi-cercle. Le processus postéro-ventral (qui va de l'arrière vers le bas) du coracoïde s'effile de l'arrière du coracoïde vers le bas en raison d'une cassure. Le bas de la coracoïde est élargi au-delà du rebord de la facette glénoïde. Le sillon infraglénoïdien est absent de la coracoïde. La partie distale (la plus éloignée du corps) d'une phalange manuelle est préservée. Elle ne présente pas de fosses d'extension distinctes sur la surface supérieure proximale (plus proche du corps) de la surface d'articulation distale, ce qui est un trait que l'on ne trouve que chez les Coelurosauria. Une partie du pubis est préservée, et la morphologie de la tige pubienne est généralement similaire à celle d'autres Theropoda, tels que Neovenator.

## Paléoenvironnement
Les premiers fossiles du genre ayant été découverts dans la formation de Sao Khua, Vayuraptor a probablement partagé son habitat avec les dinosaures Phuwiangvenator (qui a également été nommé dans le même article que Vayuraptor), Kinnareemimus, Siamosaurus, Siamotyrannus et Phuwiangosaurus.